# Phare de l'île d'Aix
Le phare de l'île d'Aix est un phare situé sur l'île d'Aix, en Charente-Maritime, constitué de deux tours hautes de 25,3 mètres.
Le phare fait l’objet d’une inscription au titre des monuments historiques depuis le 15 avril 2011.

## Description
Il s'agit d'un feu à secteurs (deux secteurs : blanc et rouge) utilisant quatre bloc optiques tournant autour de la source lumineuse. Cette technique est mal adaptée aux feux à secteurs et nécessite de placer le filtre rouge à grande distance de la source lumineuse pour fournir une information précise sur la limite des secteurs aux navires approchant.
La tour Est, en service depuis 1889, porte le feu tandis que la tour Ouest porte le filtre permettant de générer le secteur rouge depuis 1906.
Un écran rouge sur la balustrade de la lanterne, complété par celui posé sur la seconde tourelle construite à 15 m du phare produit un secteur rouge d’une amplitude de 15° qui couvre la longe de Boyard et les rochers d’Antioche, indiquant avec précision ces deux écueils.
Ce dispositif fut installé en 1888 lors du remplacement du premier feu installé à la construction en 1840.
Ce phare fonctionne toujours, bien qu'il ne soit plus gardienné : automatisé et contrôlé à distance depuis le port de La Pallice à La Rochelle, il ne se visite pas. Son feu blanc et rouge, d'une fréquence de 5 secondes, est éclairé avec une lampe aux halogénures métalliques de 250 watts et sa portée est de 35 kilomètres dans le secteur rouge (19 milles marins). Les deux tours qui composent le phare sont surnommées « Les géants de l'île ».
Aujourd’hui l’île dispose d’un plan lumière pour valoriser son patrimoine.

## Dernier gardien
Le dernier gardien du phare était une gardienne : Jacqueline Cochard, de 1983 à 1994, année de l'automatisation des feux. Son beau-père Edmond Cochard avait été, lui, successivement gardien des phares d'Ar-Men, de Chassiron et d'Aix (de 1931 à 1953).
L'avant-dernier gardien, Louis Adrien Simonneau, prit ses fonctions en avril 1953 et demeura en poste jusqu'au début de l'année 1980.
Louis Adrien Simonneau est né le 22 janvier 1920 à Ker Borny sur l'Île-d'Yeu en Vendée. Il est décédé le 16 août 1995 à l'hôpital de La Rochelle en Charente-Maritime, des suites d'une grave maladie. Il repose depuis au cimetière de Fouras. Louis et Rose SIMONNEAU passeront leur retraite à FOURAS à partir de 1980. Rose se retirera ensuite en maison de retraite en 2017 à PUILBOREAU et décèdera en décembre 2021 à l'âge de 101 ans.
Louis a passé sa petite enfance au pied du phare de la Pointe des Corbeaux à l'île d'Yeu où son père Louis Gabriel Simonneau a été en poste par deux fois.
Louis Adrien Simonneau, fit la guerre 1939-1945 à bord du navire cuirassé " Le Richelieu " et participa à diverses opérations militaires maritimes en Afrique. Il est resté embarqué sur le cuirassé entre 1939 et 1944. Il s'était engagé dans la marine après avoir été jeune menuisier.
Durant la guerre, il est fait prisonnier par 3 fois par les Allemands. Il s'évadera d'un camp proche de Noirmoutier en Vendée avant d'être attrapé de nouveau puis expédié dans un camp de prisonniers de guerre en Allemagne. Il sera aussi captif des Allemands dans une prison au Verdon-sur-Mer face à l'estuaire de la Gironde.
Lors de sa dernière évasion, il se cachera dans des fermes en Vendée du côté de Froidfond, car il désirait revenir vers sa terre natale et les siens.
À la fin de la guerre il retourne sur l'île d'Yeu où il retrouve sa future épouse Rose Bernard, rencontrée en début d'année 1944 . En 1944-1945 il se fait recruter et embarquer comme marin, et participe aux campagnes de pêches au thon au grand large.
Le 13 juin 1945 Louis Adrien Simonneau épouse Rose Joséphine Louise Bernard en l'église de Saint-Sauveur à l'île d'Yeu en Vendée. De leur union, il naîtra 3 enfants, 1 fille et 2 garçons.
Il commence sa carrière aux Ponts et Chaussées, au sein de la section « phares et balises ». En 1945 il prend pour premier poste un phare en mer, le phare de " la Banche ", puis le " Grand phare " sur l'île d'Yeu.
Le 1er avril 1953, il est affecté au phare de l'île d'Aix et y restera jusqu'à sa retraite au début de l'année 1980. Il passera 27 ans sur l'île d'Aix en poste avec toute sa famille.
Il croisera après l'été 1966 toute l'équipe et les acteurs du film Les Aventuriers de Robert Enrico, avec Alain Delon et Lino Ventura, lesquels avaient des scènes à jouer sur l'île d'Aix et surtout dans le fort Boyard.
Aussi, entre mars 1959 et mai 1961, il croisera les « gardes mobiles » de l'époque qui étaient chargés de la surveillance du prisonnier politique Ahmed Ben Bella (futur premier président de la République d'Algérie) ainsi que quelques-uns de ses compagnons du FLN qui étaient retenus au fort Liédot.
À Fouras, Louis faisait partie du bureau des anciens marins. Il était également vice-président de l'association des anciens combattants de Saint-Laurent-de-la-Prée.

## Galerie d'images

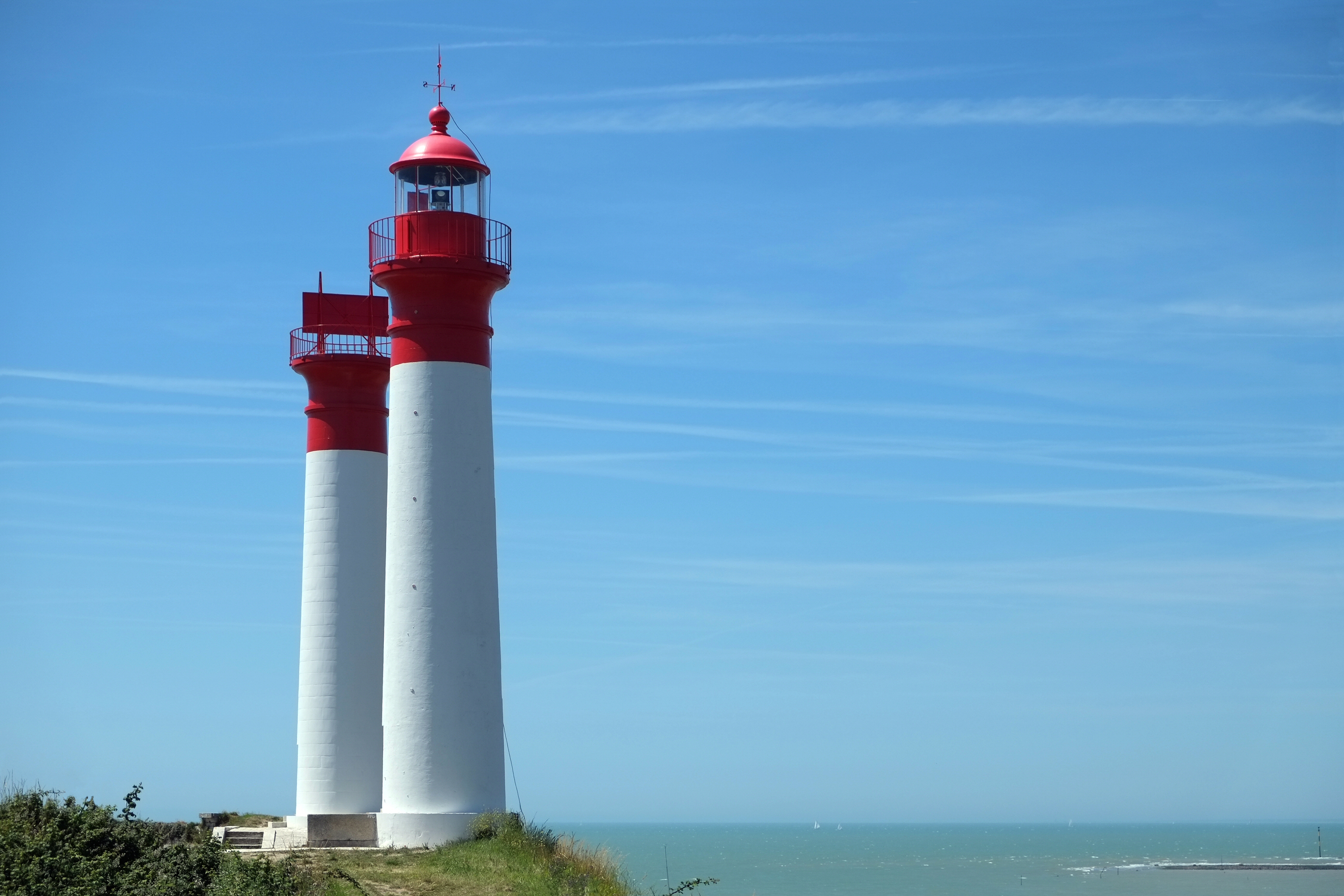
Perspective vers l'Ouest.
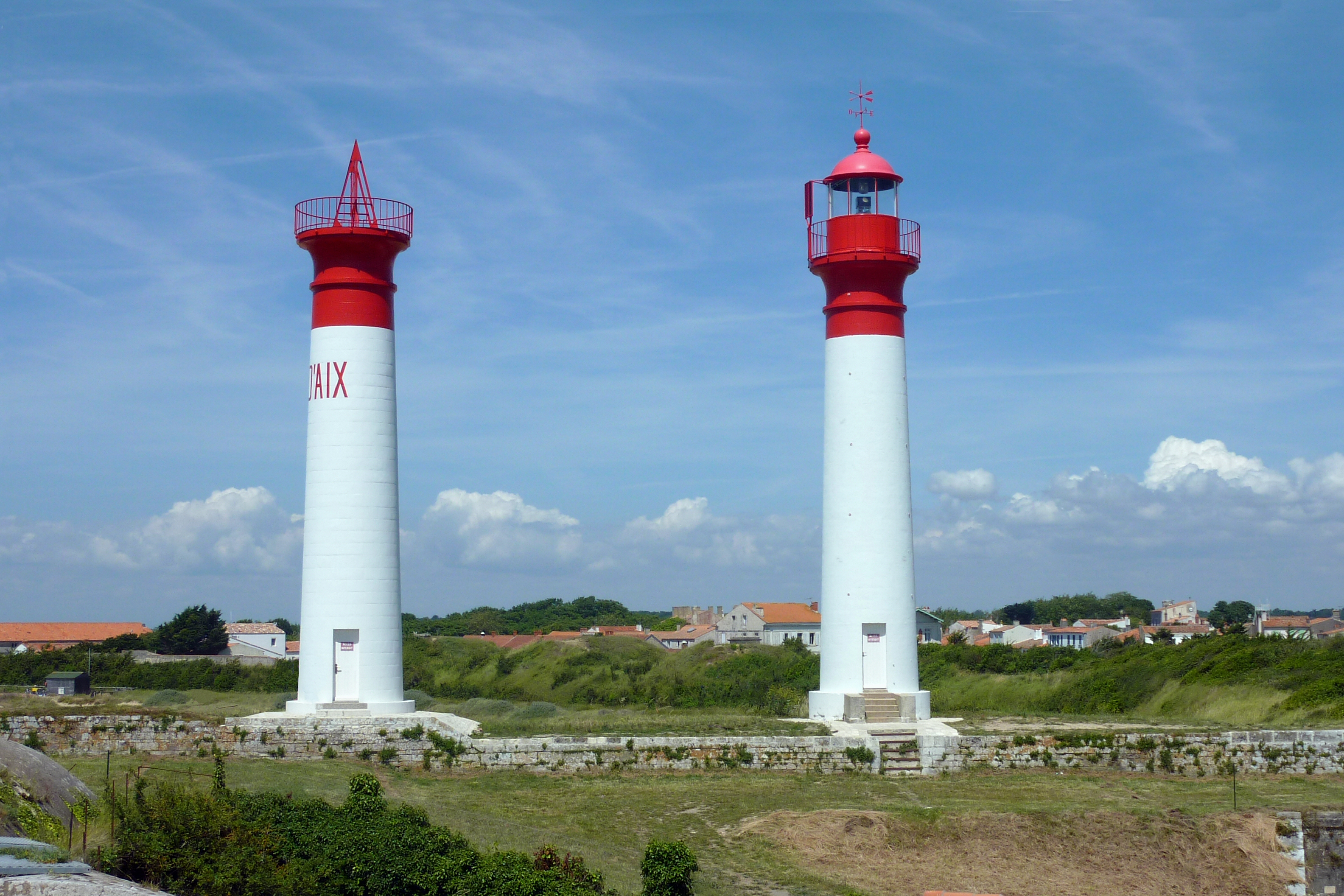
Vue depuis le Sud.
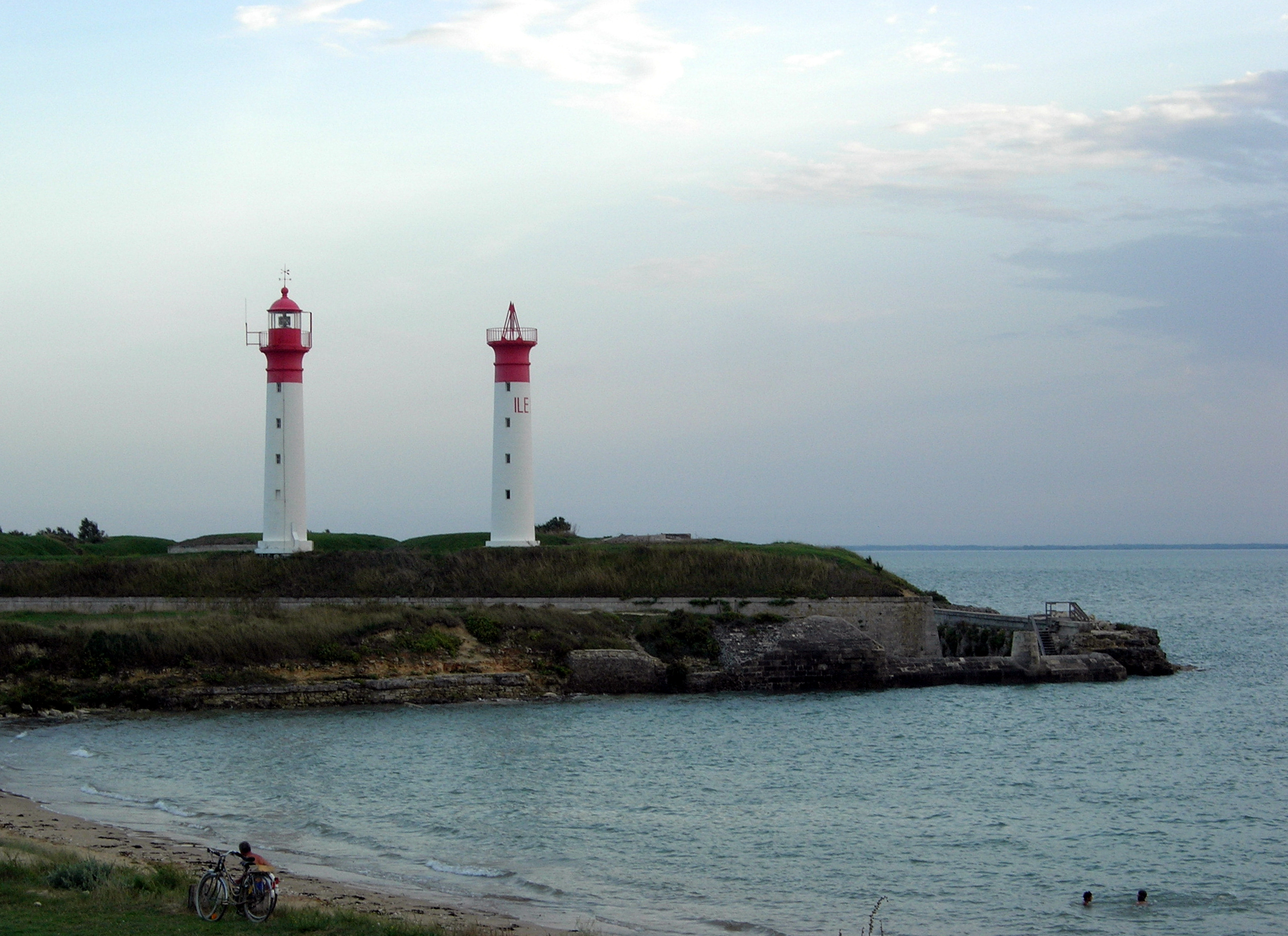
Vue depuis le Nord.